# Đurovac
Đurovac (en serbe cyrillique : Ђуровац) est un village de Serbie situé dans la municipalité de Prokuplje, district de Toplica. Au recensement de 2011, il comptait 129 habitants.
Đurovac est également connu sous le nom de Đurevac.

## Démographie

### Évolution historique de la population
| 1948 | 1953 | 1961 | 1971 | 1981 | 1991 | 2002 | 2011 |
| ---- | ---- | ---- | ---- | ---- | ---- | ---- | ---- |
| 119  | 109  | 84   | 89   | 92   | 99   | 147  | 129  |

|  |